# Expedição polar de S. A. Andrée

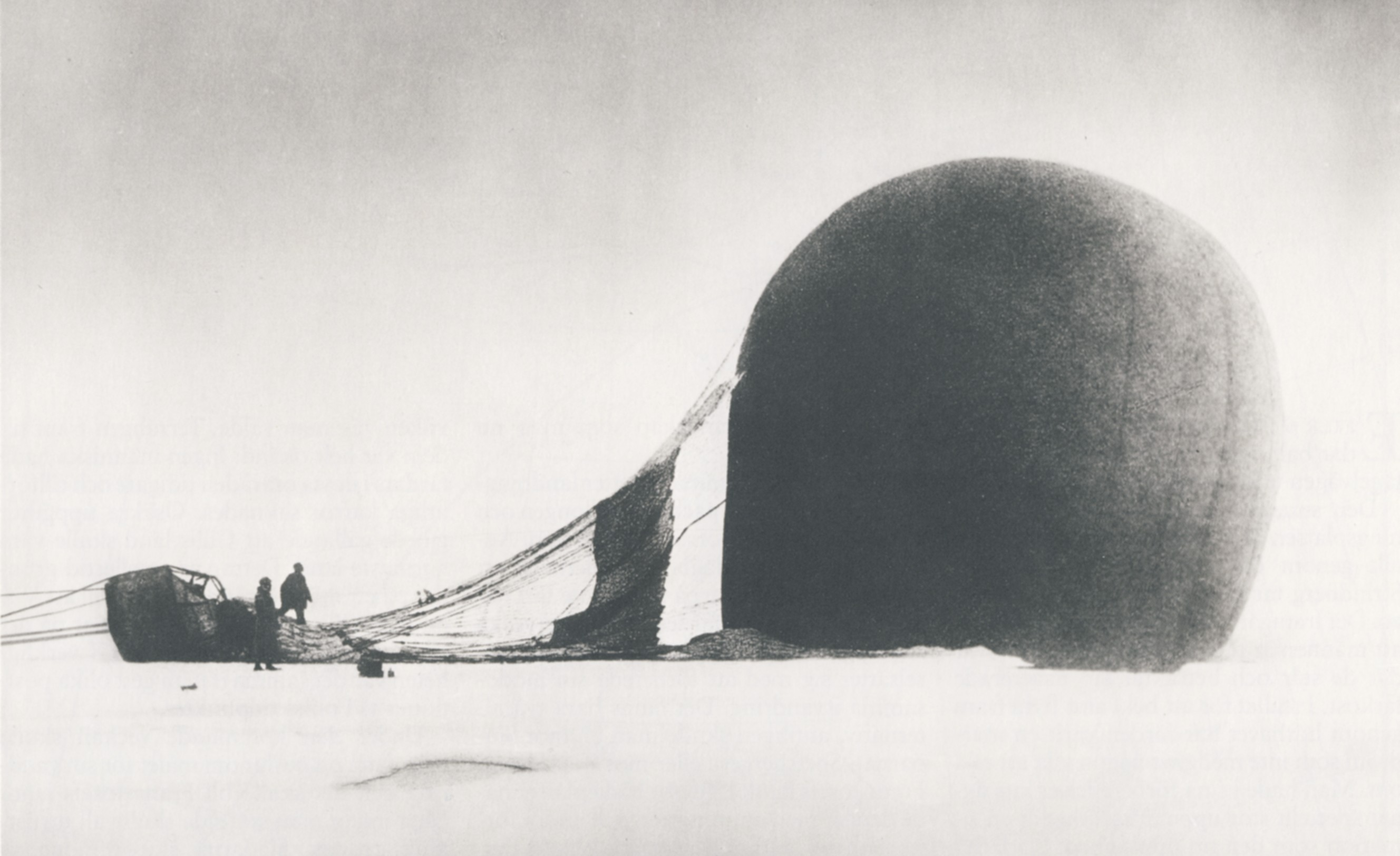
S. A. Andrée e Knut Frænkel com o balão caído no banco de gelo, fotografados pelo terceiro membro da expedição, Nils Strindberg. O filme desta fotografia, juntamente com outros da fracassada expedição de 1897, foi recuperado apenas em 1930

Expedição polar de S. A. Andrée foi uma malfadada tentativa de alcançar o Polo Norte em 1897, na qual todos os três exploradores pereceram. S. A. Andrée, o primeiro balonista sueco, propôs uma jornada em um balão de hidrogênio partindo de Svalbard até à Rússia ou Canadá, cujo trajeto incluiria, com sorte, uma travessia sem escalas sobre o Polo Norte. O plano foi recebido com entusiasmo patriótico na Suécia, uma nação setentrional que ficara para trás na corrida para alcançar as zonas polares.
Andrée negligenciou a maioria dos sinais de perigo relacionados a seu projeto. A capacidade de até certo ponto guiar o balão era essencial à segurança da viagem, e havia evidências o suficiente de que a técnica de empuxo de cordas desenvolvida por ele era ineficaz; ainda assim, ele confiou o destino da expedição ao mecanismo. Para piorar a situação, o balão polar Örnen (Águia) foi entregue diretamente em Svalbard por seu fabricante em Paris sem ter sido testado; quando as medições demonstraram que ele vazava mais do que o esperado, Andrée recusou-se a reconhecer as implicações alarmantes deste fato. A maioria dos estudiosos modernos da expedição vêem o otimismo, fé no poder da tecnologia e desconsideração pelas forças da natureza de Andrée como os principais fatores em uma série de eventos que provocaram sua morte e a de seus dois companheiros, Nils Strindberg e Knut Frænkel.
Depois de Andrée, Strindberg e Frænkel terem decolado de Svalbard em julho de 1897, o balão perdeu hidrogênio rapidamente, caindo em um banco de gelo apenas dois dias depois da partida. Os exploradores não ficaram feridos, mas depararam-se com uma árdua caminhada de volta ao sul. Vestidos, preparados e equipados de forma inadequada, e surpreendidos pela dificuldade do terreno, eles não conseguiram safar-se da jornada. Enquanto o inverno ártico os envolvia em outubro, o grupo acabou exaurido na deserta Kvitøya (Ilha Branca), morrendo no local.
Por trinta e três anos, o destino da expedição de Andrée permaneceu como um dos mistérios mais insolúveis do Ártico. A descoberta ao acaso em 1930 de seu derradeiro acampamento provocou uma histeria midiática na Suécia, onde os mortos foram lamentados e idolatrados. As motivações de Andrée foram posteriormente reconsideradas, juntamente com o papel das regiões polares como um campo de provas para a masculinidade e patriotismo. Um dos primeiros exemplos foi o romance Ingenjör Andrées luftfärd (O Voo da Águia), de Per Olof Sundman, que retrata Andrée como fraco e cínico, à mercê de seus patrocinadores e da mídia. O veredicto de estudiosos modernos a respeito de Andrée ter virtualmente sacrificado as vidas de seus dois jovens companheiros varia em aspereza, dependendo se ele é visto como o manipulador ou como a vítima do fervor nacionalista sueco da virada do século XX.

## O plano de S. A. Andrée

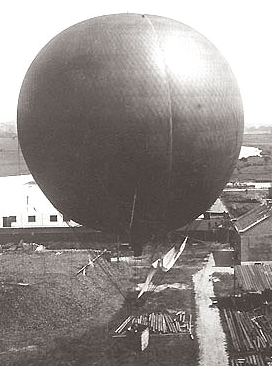
Svea, o balão de hidrogênio de S. A. Andrée

A segunda metade do século XIX costuma ser chamada de "Era Heroica" da exploração polar. As perigosas e inóspitas regiões árticas e antárticas ecoaram fundo na imaginação daquela época, não como terras com seu próprio meio ambiente e cultura, mas como desafios à ingenuidade tecnológica e à masculinidade.
O sueco Salomon August Andrée compartilhava de tais entusiasmos, e propôs um plano para deixar o vento guiar um balão de hidrogênio de Svalbard cruzando o Oceano Ártico até o Estreito de Bering, jornada que terminaria no Alasca, Canadá ou Rússia, e passaria perto ou até mesmo sobre o Polo Norte durante o trajeto. Andrée era um engenheiro do escritório de patentes de Estocolmo cuja paixão era o balonismo. Ele comprou seu primeiro balão, Svea, em 1893, realizando com ele nove jornadas a partir de Gotemburgo ou Estocolmo e viajando uma distância combinada de 1 500 quilômetros. Nos frequentes ventos ocidentais, o Svea tendia a voar de modo incontrolável para o Mar Báltico e arrastar sua cesta perigosamente na superfície da água e/ou bater em alguns dos muitos ilhéus rochosos do arquipélago de Estocolmo. Em certa ocasião, ele foi levado diretamente através do Báltico até à Finlândia, mas sua maior viagem foi em direção ao leste a partir de Gotemburgo, atravessando a Suécia em toda sua extensão e por sobre o Báltico até  Gotland. Mesmo tendo avistado um farol e ouvido as ondas quebrando em Öland, Andrée acreditava que ainda estava viajando sobre terra e meramente atravessando lagos.
Durante alguns dos voos com o Svea, Andrée testou uma técnica de empuxo de cordas inventada por ele, com a intenção de utilizá-la posteriormente em uma expedição pelo Polo Norte. As cordas com gancho, suspensas na cesta do balão e arrastando parte de seu comprimento no solo, foram projetadas para balancear a tendência do veículo mais leve que o ar de viajar à mesma velocidade que o vento, situação que torna impossível o controle da navegação. A intenção de friccionar as cordas é desacelerar o balão ao ponto em que a navegação seja controlável (além do de fazer o balão girar em seu próprio eixo). Andrée afirmava que, com seu projeto, o Svea tornara-se essencialmente um dirigível, mas esta noção é rejeitada por balonistas modernos. A Associação de Balonismo Sueca descreve as convicções de Andrée como fruto de sua imaginação, de ventos inconstantes, e pelo fato de que na maioria do tempo ele estava dentro das nuvens, sem ideia de onde estava ou em que direção seguia. Além disso, suas cordas frequentemente arrebentavam, caíam, enroscavam-se umas as outras ou ficavam presas no chão, o que poderia provocar um ricochete perigoso para o balão em baixa altitude. Nenhum pesquisador da biografia de Andrée expressou fé de que sua técnica de empuxo de cordas tenha algum dia funcionado.

## Divulgação e arrecadação de fundos

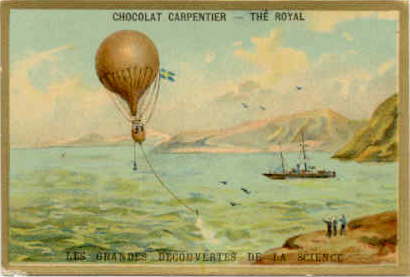
Interesse internacional: um artista francês retrata sua versão da decolagem de Andrée em Svalbard

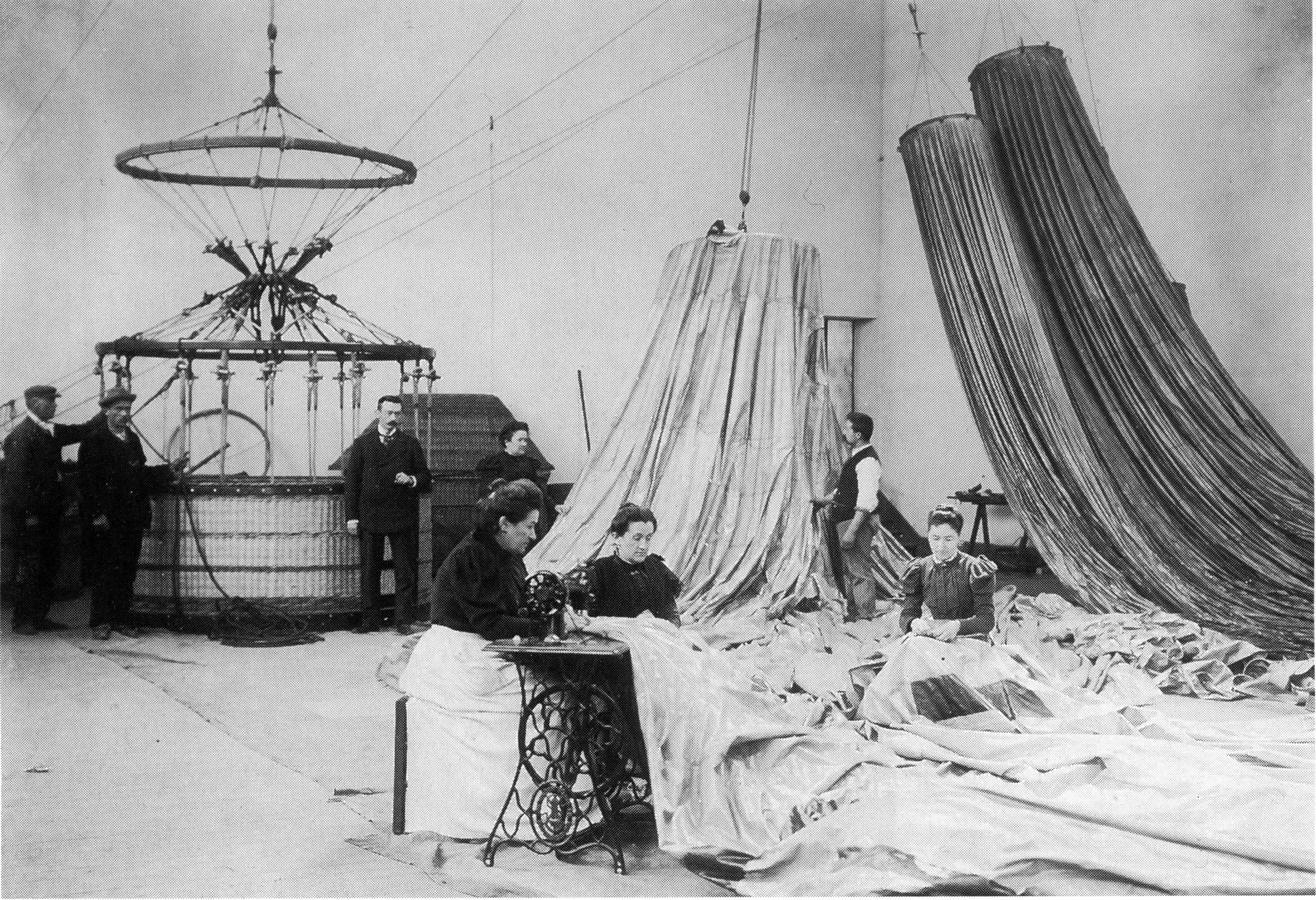
O balão de Andrée foi construído no ateliê de Henri Lachambre em Paris

As ambições árticas da Suécia permaneciam não concretizadas até o final do século XIX, enquanto a vizinha e politicamente subordinada Noruega era uma potência mundial na exploração do Ártico através do trabalho de pioneiros como Fridtjof Nansen. A elite científica e política sueca estava ansiosa em ver seu país liderar as nações escandinavas no que consideravam ser seu papel, e Andrée, um orador e arrecadador de fundos persuasivo, não enfrentou dificuldades em arrebanhar adeptos para seu projeto. Em uma palestra em 1895 na Academia Real das Ciências da Suécia, Andrée impressionou a plateia de geógrafos e meteorologistas. Uma expedição polar de balão, explicou ele, deveria cumprir quatro requisitos:
- Ter poder de voo suficiente para carregar três pessoas e seus equipamentos científicos, câmeras modernas para fotografias aéreas, provisões para quatro meses, e os lastros, que combinados teriam aproximadamente 3 000 quilogramas;
- Reter gás suficiente para permanecer flutuando por 30 dias;
- O hidrogênio deve ser produzido, e o balão enchido, no local da decolagem;
- O balão deve ser até certo ponto dirigível.

Andrée deu uma previsão otimista de como essas exigências poderiam ser cumpridas com facilidade. Balões maiores estavam sendo construídos na França, afirmou ele, inclusive mais herméticos. Alguns dos balões franceses haviam permanecido preenchidos com hidrogênio por mais de um ano sem perdas consideráveis de impulsão. Quanto ao hidrogênio em si, encher o balão no local da decolagem seria tarefa fácil com a ajuda de unidades móveis de produção do gás. E quanto à condução do balão, ele citou seus próprios experimentos com o Svea, afirmando que um desvio de 27 graus a partir da direção do vento poderia ser alcançado rotineiramente.
Andrée assegurou à plateia que o clima de verão no Ártico era genuinamente adequado ao balonismo. O sol da meia-noite permitiria observações durante todo o tempo, reduzindo pela metade a duração da viagem e afastando a necessidade de ancorar à noite, que por outro lado poderia ser um empreendimento perigoso. Outro detalhe importante é que a flutuabilidade do balão não seria afetada pelo frio noturno. Sua técnica de empuxo de cordas seria particularmente bem adaptada àquela região onde o solo, formado por gelo, era "fraco em fricção e livre de vegetação". A precipitação mínima da região não representava risco de sobrecarregar o veículo; mesmo que, contrariando as expectativas, chuva ou neve caíssem sobre o balão, Andrée argumentou que "precipitação em temperaturas abaixo de zero derretem, e precipitações em temperaturas acima de zero são levadas pelo vento, deixando o balão seguir mais leve que o ar". A plateia foi vencida por esses argumentos, totalmente aversos à realidade das tempestades, neblinas e alta umidade do verão ártico, além da sempre presente ameaça da formação de gelo. A academia aprovou o orçamento de 130 000 coroas apresentado por Andrée, correspondente em valores atuais a aproximadamente um milhão de dólares, dos quais a maior soma, 36 000 coroas, seria apenas para o balão. Tal endosso provocou uma afluência de patrocinadores, entre eles o rei Óscar II (que doou pessoalmente 30 000 coroas) e Alfred Nobel, o magnata da dinamite e criador do Prêmio Nobel.
Houve também um considerável interesse internacional, e os leitores de jornais europeus e americanos mostraram-se curiosos a respeito de um projeto que parecia tão moderno e científico quanto os livros do autor contemporâneo Júlio Verne. A imprensa alimentou o interesse com uma gama de previsões, indo desde a morte certa dos exploradores até uma jornada segura e confortável para o Polo Norte em um plano traçado por especialistas parisienses e cientistas suecos.
A fé nos especialistas e na ciência era comum na imprensa popular da época, mas com a atenção internacional veio também a primeira leva de críticas embasadas. Sendo Andrée o primeiro balonista da Suécia, ninguém em sua terra natal possuía os conhecimentos necessários para confirmar suas teorias a respeito de flutuabilidade ou empuxo de cordas; mas Alemanha e França possuíam ampla tradição no balonismo e contavam com balonistas muito mais experientes que Andrée, vários dos quais expressaram ceticismo quanto a seus métodos e invenções. Entretanto, assim como os contratempos com o Svea, nenhuma crítica foi capaz de abalar o otimismo de Andrée. Seguido de perto pela mídia nacional e estrangeira, ele começou negociações com o famoso aeronauta e fabricante de balões Henri Lachambre em Paris, a capital mundial do balonismo, encomendando de seu ateliê um balão envernizado de três camadas de seda e 20,5 metros de diâmetro. Originalmente chamado Le Pôle Nord ("O Polo Norte" em francês), o balão seria renomeado para Örnen ("A Águia" em sueco).

## O fiasco de 1896

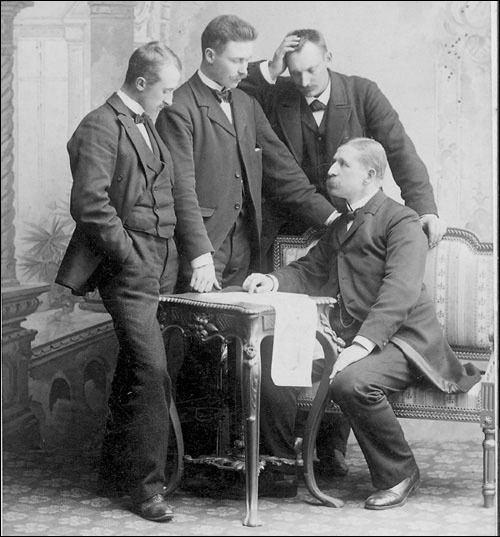
A equipe de 1896. Da esquerda para a direita, Vilhelm Swedenborg, Nils Strindberg, Knut Frænkel e S. A. Andrée

Para sua primeira tentativa de alçar voo com o balão, realizada em 1896, Andrée contava com muitos voluntários ansiosos em participar. Ele escolheu um experiente pesquisador da meteorologia do Ártico, Nils Gustaf Ekholm (1848–1923), seu antigo chefe durante uma expedição geofísica para Spitsbergen em 1882-83, e Nils Strindberg (1872–97), um estudante brilhante que estava realizando pesquisas inéditas nos campos de física e química. O principal propósito científico da expedição era mapear a região através de fotografias aéreas, e Strindberg era tanto um devotado fotógrafo amador quando um experiente construtor de câmeras avançadas. Aquela era uma equipe com muitos conhecimentos técnicos e científicos, mas sem quaisquer habilidades físicas ou treinamento para sobreviver sob condições extremas. Todos os três eram tipos caseiros, e apenas um, Strindberg, era jovem. Andrée esperava uma viagem sedentária dentro de uma cesta de balão, e força e instintos de sobrevivência estavam bem no fim de sua lista de prioridades.
Os pesquisadores modernos são unânimes em afirmar que o plano de Andrée estava fora da realidade: ele confiava em que os ventos soprassem mais ou menos na direção a que pretendia chegar, em ser capaz de controlar sua direção com as cordas de empuxo, que o balão ficasse hermético o bastante para permanecer no ar por 30 dias, e que nenhum gelo ou neve se fixasse ao balão e aumentasse o seu peso. Nesta primeira tentativa, o vento imediatamente dispersou seu otimismo. Soprando de norte, direto no hangar do balão em Danskøya, ele permaneceu constante até a expedição ser forçada a fazer as malas, esvaziar o balão e voltar para casa. Sabe-se agora que os ventos do norte são constantes em Danskøya, mas no final do século XIX informações a respeito do fluxo de ar e precipitação do Ártico apenas existiam como hipóteses acadêmicas não confirmadas. Mesmo Ekholm, um estudioso do clima ártico, não apresentou objeções quanto à teoria de Andrée de que o vento os ajudaria a guiar o balão. Os dados de observação simplesmente não existiam.
Por outro lado, Ekholm notou a partir de seus cálculos a incapacidade do balão em reter hidrogênio. Seus testes de flutuabilidade realizados no verão de 1896, durante o processo de produzir hidrogênio e bombeá-lo no balão, convenceram-no de que ele vazava demais para ser capaz de alcançar o Polo Norte, quem diria a Rússia ou o Canadá. O vazamento mais crítico vinha dos aproximadamente oito milhões de pequenos furos de costura, que nenhuma quantidade de tiras de seda com cola ou aplicações de uma fórmula secreta especial de verniz era capaz de selar. O balão perdia 68 quilogramas de força de elevação a cada dia e, levando em consideração sua pesada carga, Ekholm estimou que ele poderia se sustentar no ar por no máximo 17 dias. Na volta para casa, Ekholm avisou a Andrée que não estaria a bordo na próxima tentativa, agendada para o verão de 1897, a não ser que um balão mais forte e mais impermeável fosse comprado.

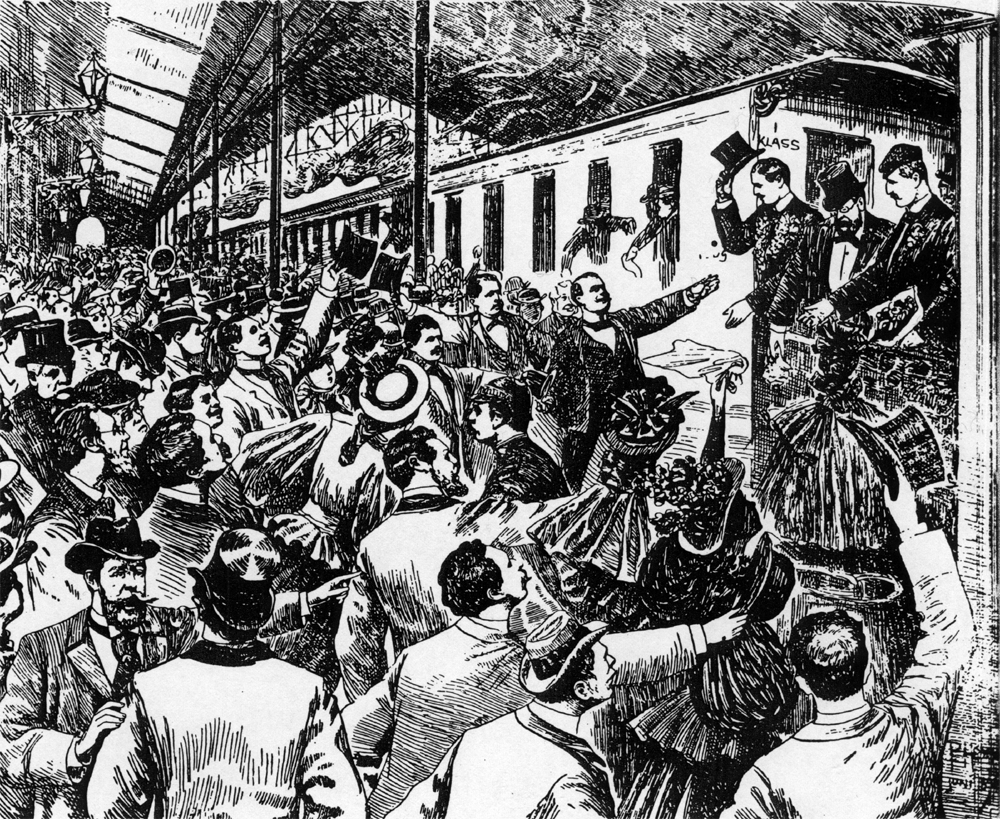
Ilustração do jornal Aftonbladet retratando a festiva partida dos exploradores em 1896

A resistência de Andrée às críticas de Ekholm atingiu os limites da fraude. No barco de volta a Svalbard, Ekholm descobriu com o engenheiro-chefe da fábrica de hidrogênio a resposta para algumas anomalias que ele havia percebido em seus cálculos: de tempos em tempos Andrée havia ordenado a substituição além da conta do hidrogênio que havia vazado. A motivação por trás deste comportamento autodestrutivo é desconhecida. Pesquisadores modernos, seguindo a forma como Andrée é descrito no romance semibiográfico O Voo da Águia, especularam que naquele momento ele havia se tornado prisioneiro do sucesso de sua campanha de arrecadação de fundos. Os patrocinadores e a mídia seguiam cada atraso e divulgavam cada dificuldade, e estavam cobrando resultados. Andrée, Strindberg e Ekholm foram despachados por multidões entusiasmadas em Estocolmo e Gotemburgo, e agora todas as expectativas resultavam em nada após a longa espera por ventos do sul em Danskøya. Cabe notar que o fracasso de Andrée ocorria simultaneamente ao retorno de Nansen (coberto de glórias após sua arriscada mas bem planejada expedição ao Ártico no navio Fram), e estudiosos teorizam que ele não poderia suportar deixar a imprensa divulgar que, além de não saber a direção em que o vento sopraria, havia também calculado mal as medidas do balão e gostaria de comprar outro.
Após a decolagem de 1896 ser cancelada, o entusiasmo em participar de uma segunda tentativa em 1897 diminuiu. Ainda assim haviam candidatos, e Andrée escolheu o engenheiro de 27 anos Knut Frænkel para o lugar de Ekholm. Frænkel era um engenheiro civil do norte da Suécia, atleta e entusiasta de longas caminhadas pelas montanhas. Ele foi chamado para substituir Ekholm especificamente em suas observações meteorológicas, e apesar de não ter os conhecimentos teóricos e científicos deste, era capaz de cumprir o papel de forma eficiente. Seu diário meteorológico permitiria que o movimento dos três homens em seus meses finais fossem reconstruídos com exatidão considerável.

## O desastre de 1897

### Decolagem, voo e pouso

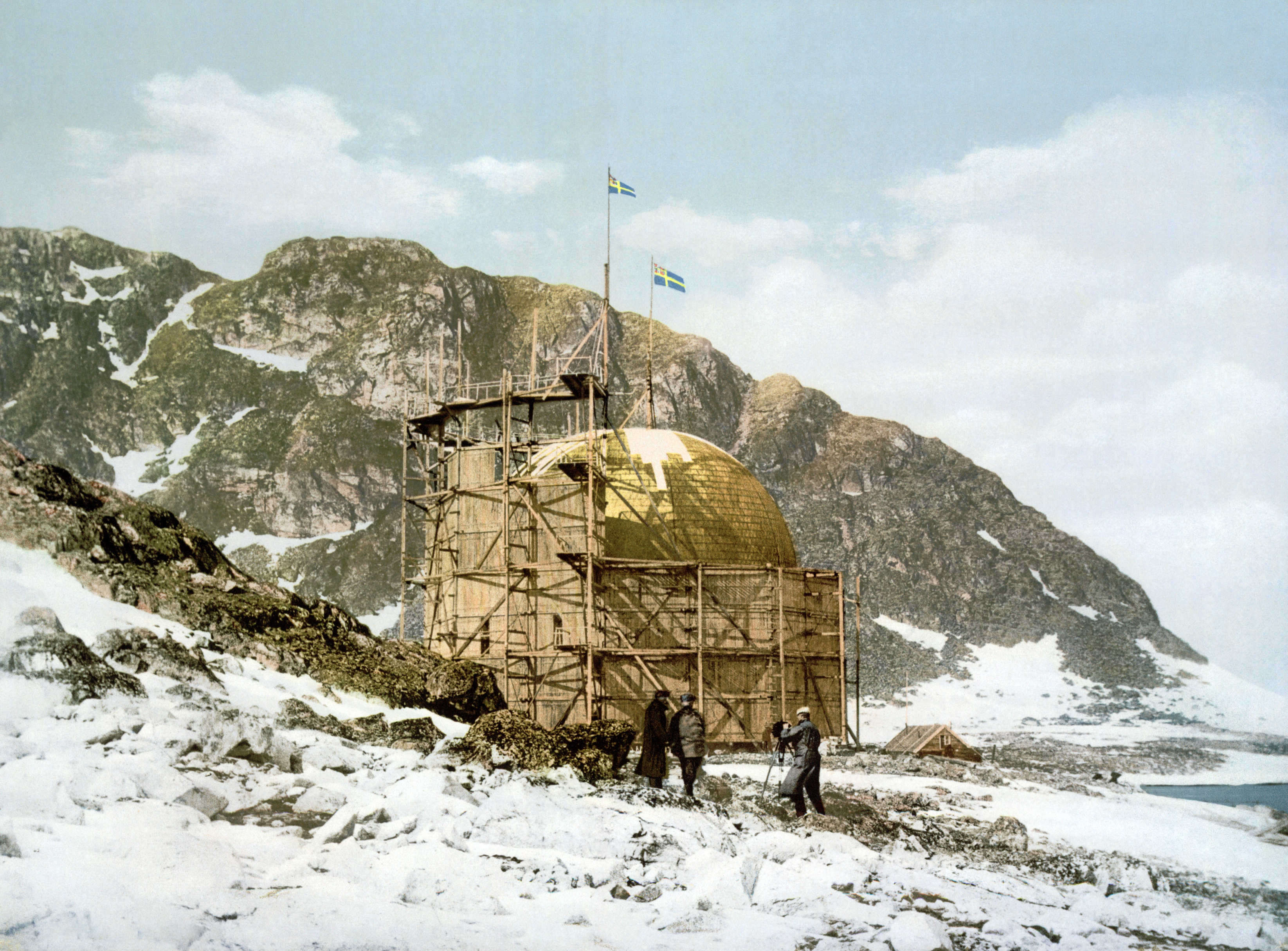
A estação em Spitsbergen, a partir de um fotocromo produzido no século XIX

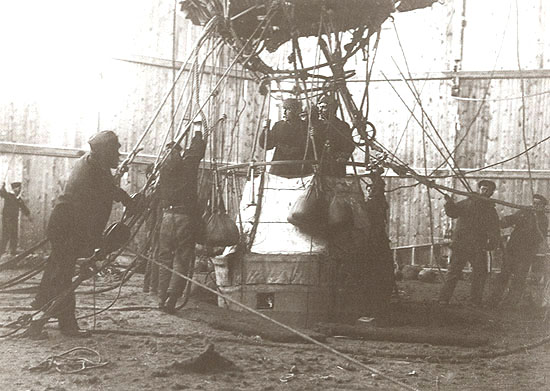
Os exploradores minutos antes da decolagem, 11 de julho de 1897

De volta à Danskøya no verão de 1897, a expedição descobriu que o hangar de balões construído no ano anterior havia suportado bem as tempestades de inverno. O vento estava mais favorável também, e a liderança de Andrée mais absoluta, agora que o exigente Ekholm, uma autoridade em seu campo e mais velho que Andrée, fora substituído pelo engenheiro Knut Frænkel. Em 11 de julho, durante uma ventania firme vinda do sudoeste, o teto do hangar de tábuas foi desmontado e os três exploradores subiram a bordo da já pesada cesta enquanto Andrée ditava um último telegrama para o rei Óscar e outro para o jornal Aftonbladet, detentor dos direitos de divulgação da expedição.
A extensa equipe de apoio cortou as últimas cordas que seguravam o balão, e este subiu vagarosamente. Movendo-se lentamente sobre a água, o aparelho ficou tão detido pelas diversas cordas de empuxo que sua cesta começou a submergir. A fricção também embolou as cordas, desprendendo-as de seus parafusos de segurança (uma medida adotada relutantemente por Andrée para facilitar a soltura daquelas que ficassem presas ao solo). Agora a maioria delas havia caído, e 530 quilogramas de corda foram perdidas enquanto os exploradores dispensavam simultaneamente 210 kg de sacos de areia para evitar que a cesta afundasse ainda mais, perdendo assim 7 400 kg de peso essencial apenas nos primeiros minutos. Antes de se afastar completamente do local de decolagem, o Águia havia se transformado de um veículo supostamente estável em um balão ordinário de hidrogênio com algumas cordas penduradas, à mercê do vento, incapaz de mirar qualquer direção e com pouquíssimo lastro. Propulsionado, subiu para 700 metros, altura não planejada e onde a pressão do ar mais baixa fez com que o hidrogênio vazasse ainda mais depressa dos oito milhões de pequenos furos de costura.
O balão possuía dois meios de comunicação com o mundo exterior, boias e pombos-correio. As bóias, cilindros de aço envoltos em cortiça, foram projetadas para serem jogadas na água ou no gelo e serem carregadas para a civilização pelas correntes. Apenas duas mensagens foram encontradas. Uma foi despachada por Andrée em 11 de julho, algumas horas depois da decolagem, e trazia a mensagem: "Nossa jornada prossegue bem até agora. Navegamos em uma altitude de aproximadamente 250 m, a princípio a N 10° leste, mas posteriormente a N 45° leste. (...) Clima agradável. Espíritos elevados".
A segunda foi lançada uma hora depois e registra uma altitude de 600 metros. O jornal Aftonbladet havia fornecido os pombos — treinados no norte da Noruega — esperando que, libertados do balão, eles retornassem para sua terra natal. Seus cilindros de mensagem possuíam instruções impressas em norueguês solicitando que a pessoa que a encontrasse remetesse a mensagem para o endereço do jornal em Estocolmo. Andrée soltou pelo menos quatro pombos, mas apenas um foi recuperado, por um navio a vapor norueguês onde o animal pousou e foi imediatamente abatido. Sua mensagem é datada de 13 de julho e dá a direção da expedição a leste por 10° ao sul, acrescentando, "Todos bem a bordo". Estudiosos modernos notaram que todas as três mensagens evitam mencionar o acidente na decolagem e a situação cada vez mais desesperadora, registrada no diário principal de Andrée. O balão estava sem equilíbrio, voando alto demais e como resultado perdendo hidrogênio ainda mais rápido do que Nils Ekholm temia. Molhado pela chuva, ele teve seu peso aumentado, aumentando também o risco de uma colisão com o solo; para manter a flutuabilidade, todo o peso e mais uma parcela da bagagem foi dispensado.
O voo livre durou 10 horas e 29 minutos, seguido por outras 41 horas de navegação instável, com frequentes contatos com o solo antes da inevitável queda final. O Águia viajou portanto por 2 dias e 3½ horas no total, período durante o qual nenhum dos três tripulantes dormiu. O pouso definitivo aparentemente foi suave. Ninguém saiu ferido, incluindo os pombos-correios em suas gaiolas, e todo o equipamento permaneceu intacto, mesmo os delicados instrumentos óticos e as duas câmeras de Strindberg.

### A pé no gelo

Frænkel (à esquerda) e Strindberg com o primeiro urso polar abatido pelos exploradores

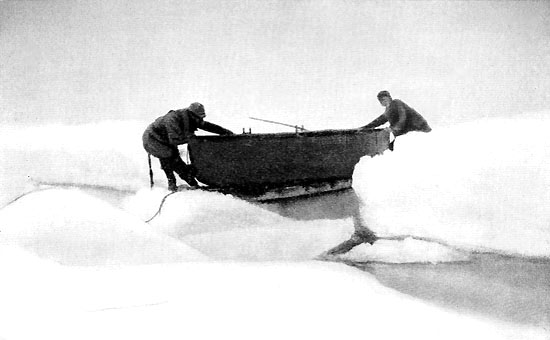
Cruzando um canal com o bote feito com a seda do balão

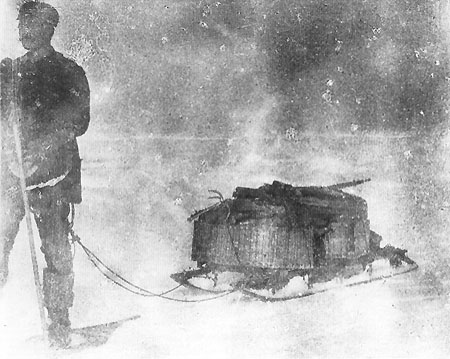
Strindberg com sapatos de neve e seu trenó sobrecarregado

A partir do momento em que os três estavam a pé em 14 de julho, a câmera cartográfica profissional de Strindberg, trazida para mapear a região do ar, tornou-se um meio de registrar o cotidiano na paisagem de gelo e os perigos e esforços constantes da viagem. Strindberg tirou em torno de 200 fotos com sua câmera de 7 kg durante os três meses que permaneceram perdidos, uma das mais famosas sendo um retrato de Andrée e Frænkel contemplando o Águia caído. Andrée e Frænkel mantiveram também registros meticulosos de suas experiências e posições geográficas, Andrée em seu "diário principal" e Frænkel em seu diário de bordo meteorológico. O próprio diário estenográfico de Strindberg era muito mais pessoal em seu conteúdo, incluindo reflexões gerais acerca da expedição e diversas mensagens para sua noiva Anna.
O Águia foi abastecido com equipamento de segurança como armas, sapatos para a neve, trenós, esquis, uma barraca e um pequeno bote (no formato de feixes de madeira, para serem cobertos pela seda do balão), sendo a maior parte dos itens guardado não na cesta, mas em um espaço de armazenagem arranjado acima do anel do balão. A carga não foi organizada com muito cuidado ou com qualquer consideração pelas técnicas indígenas de adaptação àquele ambiente hostil. Seus trajes não incluíam peles, consistindo de roupas de algodão e casacos de oleado. As peças oleadas foram usadas, mas os exploradores permaneceram úmidos ou molhados — consequência das poças meio congeladas de água e do ar tipicamente nebuloso e úmido do Ártico — durante a maioria do tempo, sempre preocupados em secar suas roupas, obtendo isso simplesmente por usá-las. O perigo estava em toda parte, e perder as provisões durante as laboriosas travessias dos muitos canais que encontraram pela frente representaria a morte certa.
Antes de dar início à marcha no "terreno inóspito", os três homens passaram uma semana acampados no local da queda, empacotando seus objetos e decidindo o que levar e em qual direção seguir. O distante Polo Norte não foi mencionado como opção; a escolha estava entre dois depósitos de comida e munição estocados por segurança, um na Ilha Northbrook na Terra de Francisco José e outro nas Sete Ilhas de Svalbard. Deduzindo por seus mapas incorretos que a distância para ambos era igual, eles decidiram tentar chegar no depósito maior na Ilha Northbrook. Strindberg tirou mais fotos nesta semana do que tiraria no restante da jornada, incluindo 12 enquadramentos que formavam uma visão panorâmica de 360 graus do local da queda.
O balão carregava bastante comida, de uma espécie mais adaptada para uma viagem de balão do que para jornadas a pé. Andrée raciocinara que eles poderiam jogar o excesso de provisões fora caso diminuir o peso do veículo fosse necessário; caso negativo, elas serviriam para passar um período maior de tempo no Ártico. Havia assim menos lastro para o balão e maior quantidade de alimentos pesados, 767 kg no total, incluindo 200 litros de água e alguns engradados de champagne, vinho e cerveja, entre outros, doados pelos patrocinadores e fabricantes. Havia também suco de limão, embora não em quantidade suficiente para evitar escorbuto quanto outros exploradores julgariam necessário. A maioria dos alimentos era no formato de latas de pemmican, carne, salsichas, queijo e leite condensado, parte das quais foi jogada fora durante a viagem de balão. Os três carregaram o que sobrou, juntamente com outros equipamentos como armas, barraca, munição e utensílios de cozinha, perfazendo um trenó de aproximadamente 200 kg para cada. Era uma carga irreal, pois quebrou os trenós e esgotou os homens; passada uma semana, uma grande pilha de comida e equipamentos não-essenciais foi deixada para trás, diminuindo a carga para 130 kg para cada. Tornou-se então cada vez mais necessário caçar por comida. Focas, morsas e especialmente ursos polares foram abatidos e consumidos durante a marcha.
Seguindo para a Terra de Francisco José pelo sudeste em 22 de julho, os três logo descobriram que sua luta para transpor o terreno hostil não estava trazendo resultados; a deriva do gelo seguia a direção oposta, movendo-os para trás. Em 4 de agosto, após uma longa discussão, ficou resolvido que eles seguiriam agora para as Sete Ilhas a sudoeste, esperando alcançar o depósito ali após seis a sete semanas de marcha com a ajuda da corrente. O terreno para aquela direção era ainda mais difícil, por vezes necessitando que rastejassem de quatro, mas houve alívio ocasional em águas abertas — o pequeno bote era pelo visto um transporte funcional e seguro através dos blocos de gelo macios e planos. Aparentemente o progresso na jornada foi considerável, mas o vento virou assim que isso aconteceu, e eles estavam novamente sendo jogados para trás, para longe das Sete Ilhas. O vento variou entre sudoeste e noroeste nas semanas seguintes; eles tentaram em vão superar isso ao virar cada vez mais para o oeste, mas tornava-se cada vez mais evidente que as Sete Ilhas estavam fora de alcance.
Em 12 de setembro, os exploradores resignaram-se a acampar e esperar, fixando-se em uma larga massa de gelo e deixando a neve levá-los para onde quiser — o que, de acordo com o pesquisador Rolf Kjellström, "era o que ela já estava fazendo durante todo o tempo". À deriva em direção a Kvitøya ao sul, eles construíram apressadamente uma "casa" de inverno no campo de gelo, com paredes feitas de neve reforçada com água. Observando a rapidez de sua deriva, Andrée registrou a esperança de que eles poderiam adentrar o sul o suficiente para alimentarem-se diretamente do oceano. A massa de gelo, no entanto, começou a ceder em decorrência da pressão contra Kvitøya, rachando diretamente sob o abrigo em 2 de outubro e forçando-os a refugiarem-se na própria ilha, o que demorou alguns dias. "O moral permanece bom", registra Andrée ao final da parte coerente de seu diário, que conclui da seguinte forma: "Com camaradas como estes, uma pessoa seria capaz de suportar praticamente quaisquer circunstâncias". Conclui-se a partir das desconexas e danificadas últimas páginas do diário que os três morreram poucos dias depois de chegarem à ilha.

## Especulações e descoberta

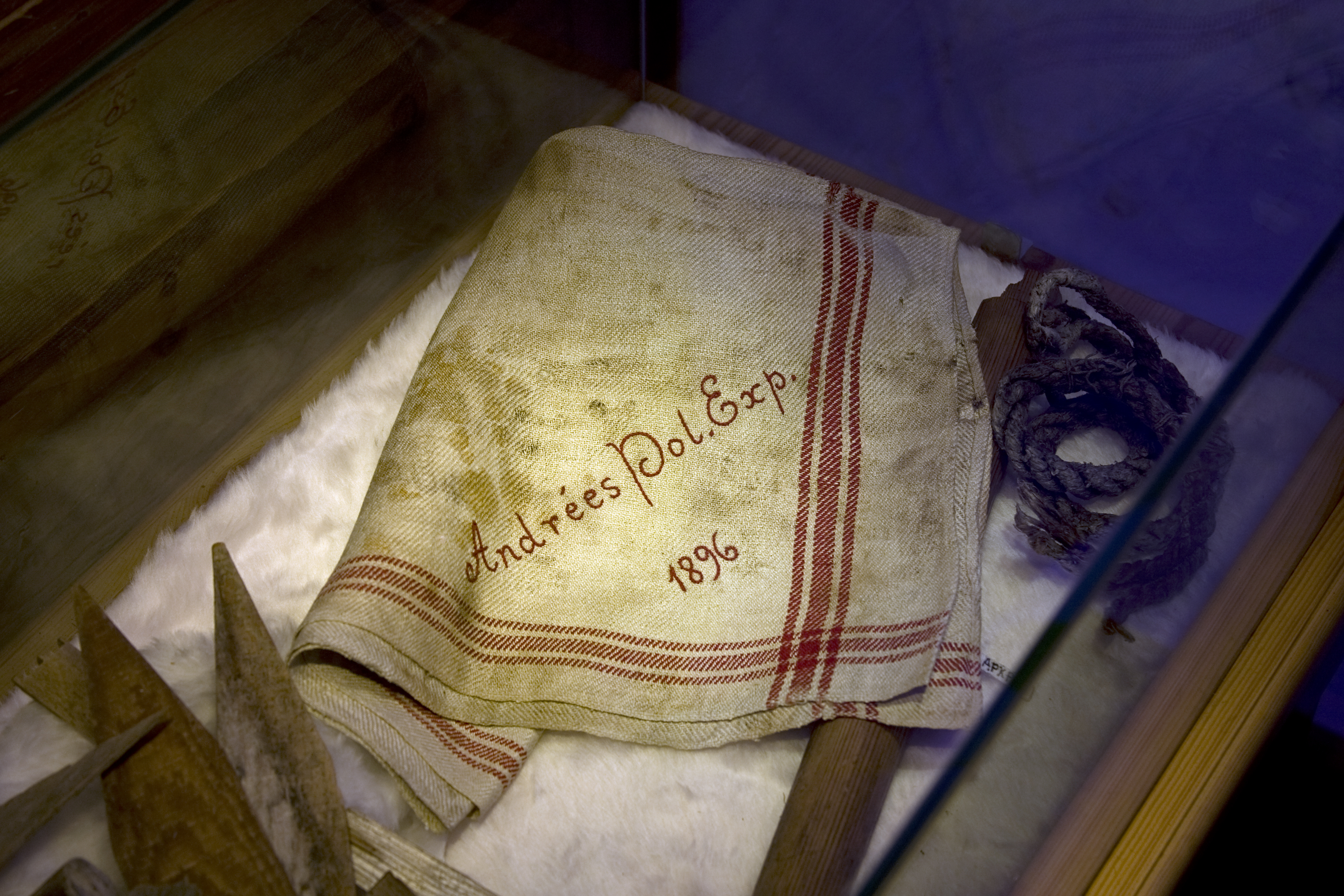
Toalha recuperada em 1930, exibida atualmente no museu polar de Tromsø

Pelos próximos 33 anos o destino da expedição permaneceu cercado por mistério, e seu desaparecimento, parte da cultura popular da Suécia. Buscas foram realizadas por cerca de dois anos, e seu fracasso alimentou mitos e rumores, com frequentes reportagens na imprensa internacional sobre supostos achados. Alguns desses relatos tomaram a forma de lendas urbanas nas quais prevalecia o desrespeito pelos povos indígenas do Ártico, frequentemente retratados como selvagens incompreensíveis que ou matavam os três homens ou demonstravam um desprezo mortal ante seu sofrimento. Essas especulações foram refutadas em 1930, quando o destino final da expedição em Kvitøya foi descoberto pela tripulação de dois navios, Bratvaag e Isbjørn.
A Expedição Bratvaag norueguesa, que pesquisava as geleiras e mares do arquipélago de Svalbard a partir do navio Bratvaag de Ålesund, encontrou os restos da expedição de Andrée em 5 de agosto de 1930. Tipicamente envolta por um denso nevoeiro e cercada por um amplo cinturão do grosso gelo polar, Kvitøya era normalmente inacessível aos navios da época. O verão de 1930, no entanto, havia sido particularmente quente, e o mar no entorno estava praticamente livre de gelo. Como Kvitøya era conhecida por ser a principal região de caça às morsas e o nevoeiro naquele dia estava fino, parte da tripulação do Bratvaag decidiu aproveitar esta rara oportunidade para desembarcar no que eles chamavam de "ilha inacessível".
À procura de água, dois marinheiros, Olav Salen e Karl Tusvick, descobriram o bote de Andrée próximo a um pequeno córrego, congelado sob um monte de neve e cheio de equipamentos, incluindo um croque gravado com a frase "Expedição Polar de Andrée, 1896". Presenteado com este gancho, o capitão do Bratvaag, Peder Eliassen, desembarcou e ordenou que a tripulação fizesse uma busca pelo local. Entre outros achados, um diário e dois esqueletos foram descobertos, identificados como Andrée e Strindberg a partir de monogramas bordados em suas roupas. Uma pilha de ossos também foi encontrada junto aos pertences dos exploradores; inicialmente suspeitou-se de que seria Frænkel, mas exames mais detalhados confirmaram que se tratava de um urso polar.
O Bratvaag deixou a ilha para prosseguir com sua agenda de caçadas e observações, com a intenção de retornar posteriormente e verificar se o gelo derretera mais e revelara novos itens. Mas as descobertas posteriores acabaram sendo feitas pelo Isbjørn, uma corveta de Tromsø, Noruega, fretada por jornalistas para espionar o Bratvaag. Mal sucedidos nesta tarefa, os repórteres desembarcaram em Kvitøya em 5 de setembro, sob bom tempo e ainda menos gelo do que o encontrado pelo Bratvaag. Depois de fotografar a região, eles exploraram-na e encontraram o terceiro corpo, o de Frænkel, e outros artefatos, incluindo uma pequena caixa contendo os filmes fotográficos, o diário de bordo e os mapas de Strindberg. As tripulações dos dois navios entregaram seus achados a uma comissão científica dos governos sueco e norueguês em Tromsø em 2 e 16 de setembro respectivamente. Os corpos dos três exploradores foram transportados para Estocolmo, desembarcando em 5 de outubro de 1930.

## Causa das mortes

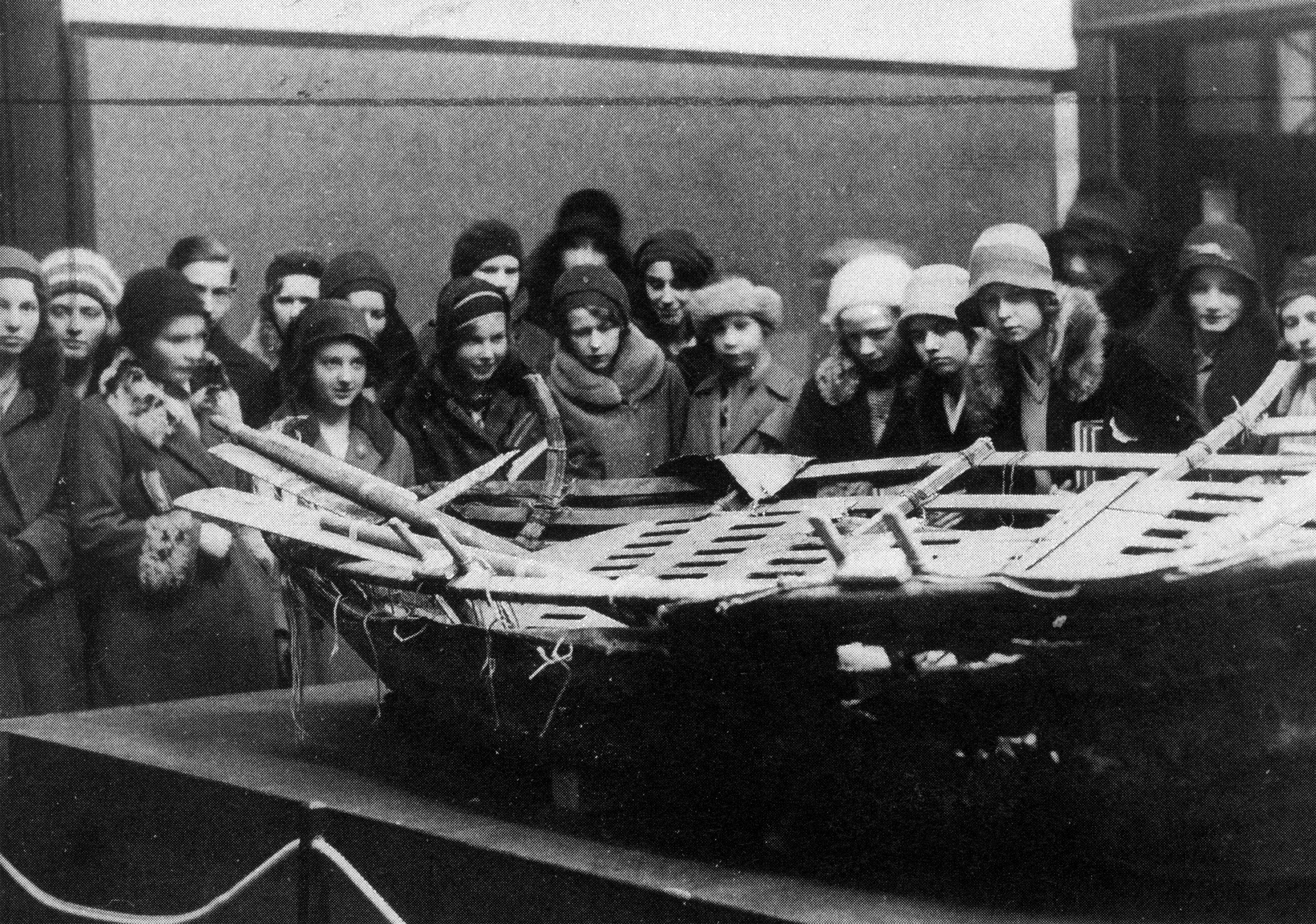
Alunos observam os restos da expedição em uma exibição realizada em 1930 na galeria Liljevalchs konsthall, Estocolmo

Os corpos dos três homens foram cremados sem exames mais aprofundados após terem sido levados para a Suécia em 1930. A questão do quê, exatamente, os matara havia atraído interesse e gerado controvérsia entre especialistas, e diversos profissionais da medicina e historiadores amadores examinaram os extensos diários com olho clínico, à procura de pistas na dieta, no relato de sintomas, e por detalhes sugestivos no local da morte. Há diversos pontos em comum nas conclusões de muitos deles. Sabe-se por exemplo que os exploradores consumiram as escassas reservas de secos e enlatados do balão, juntamente com grandes porções de carne mal passada de ursos polares e ocasionalmente focas. Sofreram com frequência de dores nos pés e diarreia, e estavam sempre cansados, com frio e molhados. Quando deixaram o banco de gelo e seguiram para Kvitøya, abandonaram grande parte de seu valioso equipamento do lado de fora da barraca e mesmo à beira da água, como se estivessem cansados, indiferentes ou doentes demais para carregar os objetos mais adiante.
A análise dos diários e do cenário encontrado no derradeiro acampamento demonstra que Strindberg, cujo corpo estava sepultado sob pedras, foi o primeiro a morrer. O corpo de Andrée, por sua vez, estava decapitado (com o crânio jazendo mais adiante) e sem parte do torso,  e tanto seus trajes quanto os de Frænkel apresentavam sinais de terem sido rasgados, provavelmente por animais detritívoros. Relatos de jornais da época da descoberta dão conta que Andrée sucumbira sentado no sopé de uma encosta, com seu rifle e um fogareiro ao alcance da mão, trazendo nos bolsos um de seus diários e alguns objetos pertencentes a Strindberg (faca, revólver e fósforos). A forma como os demais diários foram encontrados — envoltos em peças de roupa debaixo do corpo de Andrée — sugere também que, à beira da morte, ele tenha tentado preservá-los para a posteridade. Não há, entretanto, unanimidade na interpretação desses detalhes.
A primeira teoria para as causas das mortes foi a defendida pelo doutor Gunnar Horn, chefe da Expedição Bratvaag; ele acreditava que, exauridos, os exploradores teriam morrido congelados. Esta hipótese foi levada mais além pelo pesquisador Rolf Kjellström, que suspeitou que a fatalidade foi resultado do frio, hipotermia e a chegada do inverno ártico, combinados à exaustão, apatia e desilusão gerais. "A posteridade expressou surpresa que eles tenham morrido em Kvitøya, cercados de comida", escreveu Kjellström. "Mas a verdadeira surpresa é que eles tenham encontrado forças para viver por tanto tempo". A teoria mais conhecida, contudo, é a proposta pelo médico Ernst Tryde em seu livro De döda på Vitön, de 1952. Segundo ele, os exploradores haviam contraído triquinose ao consumir carne de urso crua ou mal cozida (larvas de Trichinella spiralis haviam sido encontradas em parte de uma carcaça de urso polar no local das mortes). Alguns estudiosos são favoráveis a esta interpretação, enquanto outros apontam que a diarreia, a principal evidência sintomática apresentada por Tryde, dificilmente precisaria de mais motivos além da dieta pobre e o sofrimento físico, sendo que outros sintomas da triquinose não foram relatados.
Entre outras sugestões estão envenenamento por vitamina A pelo consumo de fígado de urso (perigo que Andrée demonstra estar ciente em suas anotações), envenenamento por monóxido de carbono devido a um provável fogareiro defeituoso, intoxicação por chumbo dos enlatados, escorbuto, botulismo, suicídio e ataque de ursos polares. Esta última hipótese foi defendida por Per Olof Sundman em seu livro O Voo da Águia, e mais recentemente pela pesquisadora Bea Uusma Schyffert, do Instituto Karolinska, na Suécia. Após analisar os trajes rasgados dos exploradores, ela rejeitou as teorias de intoxicação ou doença, chegando à conclusão de que Strindberg, ao menos, teria sido morto por ursos.

## Legado

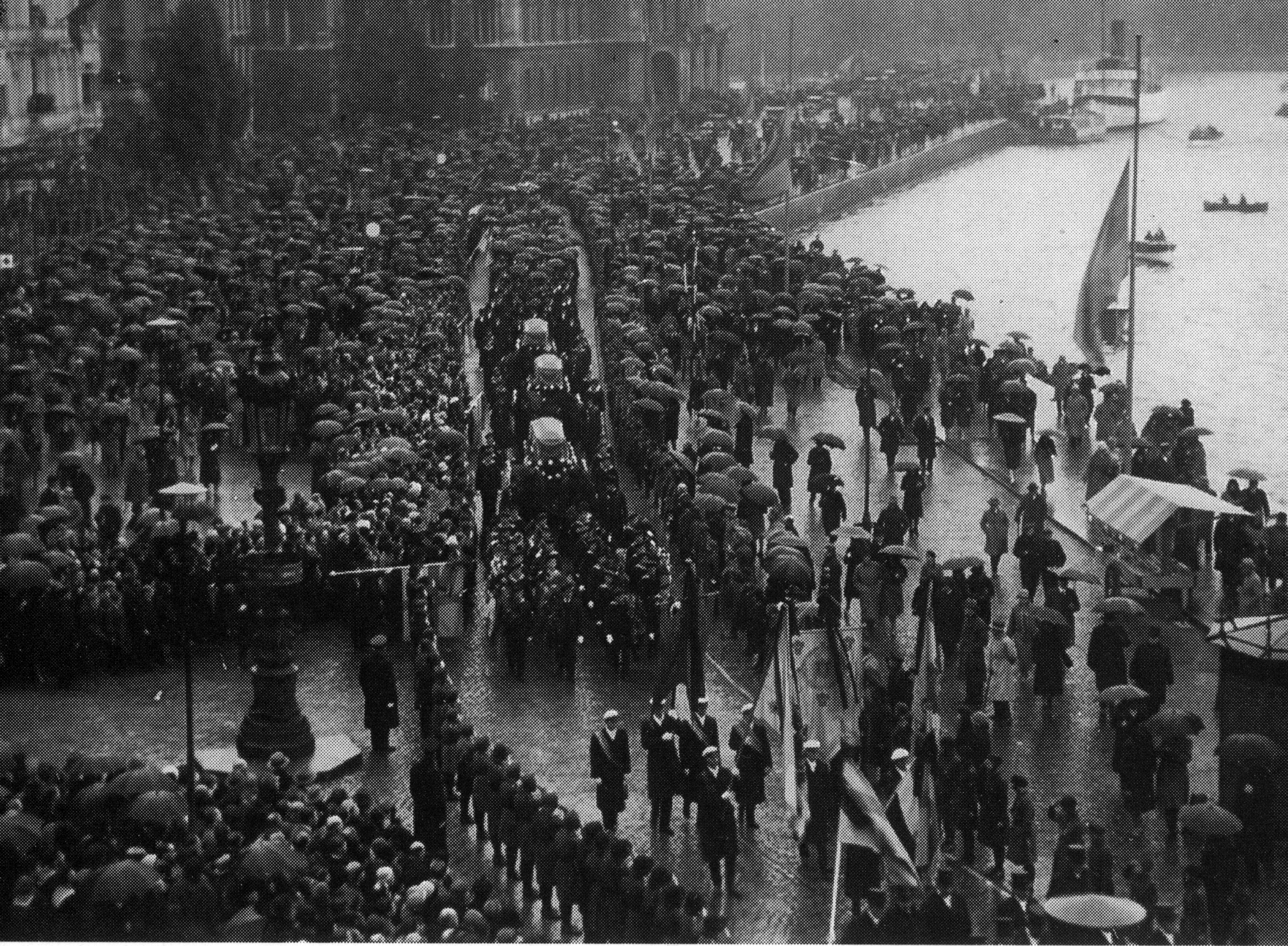
Os restos mortais dos três exploradores em cortejo pelas ruas de Estocolmo, 5 de outubro de 1930

Em 1897, o empreendimento audacioso (ou imprudente) de Andrée nutriu o orgulho patriótico sueco e os sonhos do país de dominar cientificamente o Ártico. O título de "engenheiro" —  "Ingenjör Andrée" — era geral e reverencialmente usado para referir-se a ele, numa demonstração de respeito pelo ideal representado pela profissão no final do século XIX, o de melhorias sociais através do progresso tecnológico. Os três exploradores foram festejados ao partir, e seu desaparecimento causou comoção nacional. Ao serem encontrados, foram louvados pelo heroísmo de sua luta fadada ao fracasso em encontrar áreas habitadas, sendo vistos como tendo perecido de forma abnegada pelos ideais da ciência e do progresso. O retorno ao lar de seus restos mortais em 5 de outubro de 1930, de acordo com historiador sueco Sverker Sörlin, "é provavelmente uma das mais solenes e grandiosas manifestações de luto nacional já ocorridas na Suécia".
Mais recentemente, as motivações heróicas de Andrée foram questionadas, com o romance semifictício O Voo da Águia, lançado por Per Olof em 1967, representando o marco inicial. Na obra, Andrée é retratado como vítima das exigências da mídia e das elites científica e política suecas, sendo por fim guiado não por coragem, mas por medo. A interpretação de Olof para as personalidades envolvidas, os pontos cegos da cultura nacional sueca, e o papel que a imprensa representou neste caso, foram levados para as telas no filme de 1982 Ingenjör Andrées luftfärd, dirigido por Jan Troell e indicado ao Óscar de "Melhor Filme Estrangeiro".
A apreciação pelo papel desempenhado por Nils Strindberg aumentou, tanto pela bravura com qual o estudante sem prática ou conhecimento continuou a fotografar — no que deve ter sido um estado mais ou menos permanente de quase-colapso devido à exaustação e exposição ao frio —, quanto pela qualidade artística do resultado obtido. Dos 240 negativos encontrados em Kvitøya em contâineres cheios d'água, 93 foram salvos por John Hertzberg no próprio local de trabalho de Strindberg, o Instituto Real de Tecnologia de Estocolmo. Em seu artigo "Recuperando a história visual da expedição de Andrée", publicado em 2004, Tyrone Martinsson destacou a significância histórica das fotografias, lamentando que apenas os registros por escrito tenham sido considerados fontes primárias de informação pelos pesquisadores.
Alguns dos itens da expedição, incluindo o bote e a barraca feitos da seda do balão, estão expostos no Centro Polar Andréeexpeditionen no Museu Grenna, Suécia.